# Holländerei
Holländerei bedeutet in Norddeutschland eine Milchwirtschaft (Meierei) oder das Gebäude, in welchem dieselbe betrieben wird.
Der Leiter der Wirtschaft wird als Holländer bezeichnet. Die Bezeichnung stammt aus dem 11. oder 12. Jahrhundert, als sich Holländer, die mit der Milchwirtschaft vertraut waren, vermehrt in Deutschland ansiedelten und gewisse Vorrechte erhielten. In anderen Gegenden Deutschlands spricht man in ähnlicher Weise von Schweizereien.
Dieser Artikel basiert auf einem gemeinfreien Text aus Meyers Konversations-Lexikon, 4. Auflage von 1888 bis 1890.